# Brugny-Vaudancourt
Brugny-Vaudancourt település Franciaországban, Marne megyében. Lakosainak száma 437 fő (2022. január 1.). Brugny-Vaudancourt Vinay, Saint-Martin-d’Ablois, Le Baizil, Chavot-Courcourt, Montmort-Lucy és Morangis községekkel határos.

## Népesség
A település népességének változása:
| Lakosok száma | 296  | 329  | 310  | 428  | 468  | 457  | 450  | 445  | 442  | 437  |
|               | 1968 | 1982 | 1990 | 2006 | 2013 | 2015 | 2017 | 2019 | 2020 | 2022 |